# Фукозилтрансферазы
Фукозилтрансферазы — ферменты, переносящие L-фукозу с субстрата-донора ГДФ-фукозы на субстрат-акцептор. Акцептором может быть другой сахарид, такой как остаток N-ацетилглюкозамина полисахаридной цепи, что приводит к N-гликозилированию, либо белок, что приводит к O-гликозилированию под действием O-фукозилтрансферазы. У млекопитающих существует несколько фукозилтрансфераз, большинство из которых локализуются на мембранах аппарата Гольджи. O-Фукозилтрансферазы находятся на эндоплазматическом ретикулуме (ЭР).
Некоторые ферменты этого семейства отвечают за молекулярное проявление антигенов групп крови, т.е. поверхностных маркёров внешней клеточной мембраны эритроцитов. Большинство таких маркёров представляют собой белки, но некоторые из них -  углеводородные цепи, соединённые с липидом или белком. Галактозид-3(4)-L-фукозилтрансфераза (КФ 2.4.1.65) отвечает за формирование группы крови Lewis и связана с антигеном Le(a/b). 

## Классификация
Гликозилтрансферазы 10-го семейства включают ферменты с двумя известными каталитическими активностями: галактозид-3(4)-L-фукозилтрансферазной (КФ 2.4.1.65) и галактозид-3-фукозилтрансферазной (КФ 2.4.1.152). Галактозид-3-фукозилтрансферазы обладают определённым сходством с альфа-2- и альфа-6-фукозилтрансферазами. Биосинтез группы крови Lewis связан с галактозид-3-фукозилтрансферазной активностью, которая катализирует перенос фукозу от ГДФ-бета-фукозы на 3-OH-группу N-ацетилглюкозамина лактозаминовых рецепторов.

## Фукозилтрансферазы человека
У человека фукозилтрансферазы представлены следующими генами:
- FUT1
- FUT2
- FUT3
- FUT4
- FUT5
- FUT6
- FUT7
- FUT8
- FUT9
- FUT10
- FUT11